# Punky Brewster
Punky Brewster – amerykański serial komediowy z lat osiemdziesiątych. Jego produkcja odbywała się w latach 1984–1988. Emisja serialu odbywała się w wielu krajach świata, w tym także w Polsce, na kanale telewizji TVN w latach 2000–2002. Serial składa się z osiemdziesięciu ośmiu odcinków.

## Fabuła
Serial opowiada o losach opuszczonej przez matkę małej dziewczynki, Penelope "Punky" Brewster (w tej roli Soleil Moon Frye, która za swoją rolę otrzymała dwie Nagrody Młodych Artystów). Punky nie ma nikogo oprócz swego psa Brandona. Błąka się po ulicach i przypadkowo ukrywa się w mieszkaniu starzejącego się wdowca, fotografa Henry'ego Warnimonta, który lituje się i postanawia adoptować dziewczynkę. Staje się dla niej dziadkiem.